# Jean-Yves Dousset

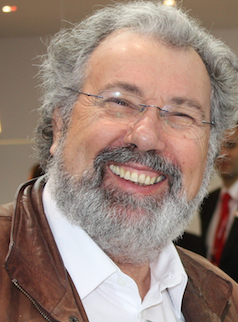
Jean-Yves Guy Denis Rolland Dousset, 2009

Jean-Yves Guy Denis Rolland Dousset (* 19. November 1945 in Saint Viaud, Loire Atlantique) ist ein französischer Maler und Dichter.

## Leben
Dousset stammt aus einer Bauernfamilie. Seine Kindheit in einer Region, deren Haupterwerbsquelle, die Landwirtschaft, stark unter den langen Kriegsjahren gelitten hatte, war geprägt von den Nöten der Nachkriegsjahre. Im Alter von zwölf Jahren verlor er seinen Vater. Da für den Besuch einer weiterführenden Schule die finanziellen Mittel fehlten, begann er mit 14 Jahren eine Lehre als Bäcker und ging verschiedenen Tätigkeiten in der Landwirtschaft nach. Im Jahr 1965 trat er in die französischen Streitkräfte ein und wurde auf eigenen Wunsch in Trier an der Mosel stationiert, denn die Lektüre französischer Dichter wie Victor Hugo, Th. Gautier, Baudelaire, Rimbaud, die alle stark von der deutschen Romantik beeinflusst waren, hatten sein Interesse an Deutschland geweckt. Weniger interessiert an einer militärischen Karriere, nutzte er, nun im Dienstgrad eines Sergeant, seine Zeit bei der französischen Armee vor allem für literarische Studien.
Im Jahr 1971 verließ er vorzeitig die Streitkräfte und zog nach Berlin. Dort setzte er seine verschiedenen Studien fort, wurde Modell und vertiefte seine Zeichenkenntnisse an der Akademie der Künste. Daneben forschte er über den Zusammenhang von Philosophie, Religion und Musik am Beispiel der Tonflöte.
Auf dem Berliner Kurfürstendamm verdingte er sich als Scherenschnittkünstler und Portrait-Karikaturist. Es folgten Reisen durch Deutschland und in fast alle (freien) europäischen Länder. Vor allem immer wieder nach Italien, wo er sich später ein kleines Haus im Apennin kaufte.
Fasziniert von der asiatischen Musik und Philosophie trampte er im Jahr 1976 auf der Suche nach uralter Musik, Tonflöten und Musikern durch den Mittleren Orient bis nach Band-e-Amir, Srinagar. Nach dieser Reise richtete er sich in Berlin sein Atelier ein und beteiligte sich mit seinen Freunden Christophe Bouchet und Thierry Noir an der Mauermalerei, von der sich jedoch schon bald wieder distanzierte. Für das Zucker-Museum Berlin fertigte er im Jahr 1980 Scherenschnitte von Franz Carl Achard, Andreas Sigismund Marggraf und Carl Scheibler an, die im Jahr 1992 für die Briefmarke der Deutschen Bundespost anlässlich des 125. Jahrestags der Gründung des Zuckerinstituts in Berlin verwendet wurden.
Im Juli 1989 verließ er Berlin und zog nach Mainz. Im Jahr 1991 richtete er sich im Kreis Cochem-Zell ein Atelier ein. Von 1997 bis 2008 lebte und arbeitete er in Briedel. Als Folge der Wirtschaftskrise musste er im Jahr 2008 sein Atelier aufgeben und ging nach Frankreich zurück. Seit 2010 lebt er in Wissembourg.
Bis heute arbeitet er als Scherenschnittkünstler und Portrait-Karikaturist auf öffentlichen und privaten Veranstaltungen. Seine Hauptbeschäftigung ist jedoch die Lyrik. Im Jahr 2013 erschien sein dritter französisch-deutschsprachiger Gedichtband.
1994 traf er den Akkordeonisten Matthieu Pallas, der als studierter Musiker und gleichzeitig spezialisiert auf französische Musette & Chansonmusik fortan der ideale musikalische Begleiter auf unzähligen Vernissagen und Lesungen wurde. Die erfolgreiche Zusammenarbeit veranlasste beide 2015 das Duo Flic & Flic zu gründen.

## Veröffentlichungen
- A la Dérive oder Die Kunst des Abdriftens, atelier/edition ad absurdum Berlin 1984
- Scherenschnitt & Schattenbild, Christophorus-Verlag Freiburg i. Breisgau, 1987
- Jeux de Lumières, Rhein-Mosel-Verlag Briedel, 1994
- Vent d‘Ouest Vent d‘Est / Westwind Ostwind, Projekte-Verlag Halle, 2013